# Armenië op de Olympische Winterspelen 2002
Tijdens de Olympische Winterspelen van 2002, die in Salt Lake City (Verenigde Staten) werden gehouden, nam Armenië voor de derde keer deel.

## Deelnemers en resultaten
(m) = mannen, (v) = vrouwen 

### Alpineskiën
| Olympiër          | Discipline       | Resultaat | Prestatie                                              |
| ----------------- | ---------------- | --------- | ------------------------------------------------------ |
| Arsen Harutyunyan | slalom (m)       | DNF-1     | run 1: niet gefinisht                                  |
|                   |                  |           |                                                        |
| Vanesa Rakedzhyan | reuzenslalom (v) | 47e       | run 1: 1.42,66 run 2: 1.21,05 totaal: 3.03,71 (+33,70) |
| Vanesa Rakedzhyan | slalom (v)       | 29e       | run 1: 58,59 run 2: 1.00,53 totaal: 1.59,12 (+13,02)   |

### Bobsleeën
| Olympiër                       | Discipline              | Resultaat | Prestatie                                                                   |
| ------------------------------ | ----------------------- | --------- | --------------------------------------------------------------------------- |
| Dan Janjigian Yorgo Alexandrou | 2-mansbob (m) Armenië I | 33e       | run 1: 49,53 run 2: 49,50 run 3: 49,75 run 4: 49,33 totaal: 3.18,11 (+8,00) |

### Kunstrijden
| Olympiër                           | Discipline | Resultaat | Prestatie                                                                        |
| ---------------------------------- | ---------- | --------- | -------------------------------------------------------------------------------- |
| Joelija Lebedeva                   | vrouwen    | 27e       | korte kür: 27e met 13,5 punten lange kür: niet gekwalificeerd                    |
| Maria Krasiltseva Artjom Znatsjkov | paarrijden | 20e       | korte kür: 20 met 10,0 punten lange kür: 20e met 20,0 punten totaal: 30,0 punten |

### Langlaufen
| Olympiër          | Discipline                       | Resultaat | Prestatie                                            |
| ----------------- | -------------------------------- | --------- | ---------------------------------------------------- |
| Aram Hajiyan      | sprint (m)                       | 62e       | kwalificatie: 3.24,89 (+34,82)                       |
| Aram Hajiyan      | 15 km klassiek (m)               | 66e       | 46.42,9 (+9.35,5)                                    |
| Aram Hajiyan      | 30 km vrije stijl massastart (m) | 62e       | 1:24.07,5 (+12.36,5)                                 |
| Aram Hajiyan      | 50 km klassiek (m)               | 56e       | 2:48.48,1 (+42.27,3)                                 |
| Aram Hajiyan      | achtervolging 10 km+10 km (m)    | 71e       | klassieke stijl: 31.52,7 vrije stijl: niet geplaatst |
|                   |                                  |           |                                                      |
| Margarit Nikolyan | sprint (v)                       | 58e       | kwalificatie: 4.13,55 (+1.00,8)                      |
| Margarit Nikolyan | 10 km klassiek (v)               | 56e       | 38.16,4 (+10.10,8)                                   |
| Margarit Nikolyan | 15 km vrije stijl massastart (v) | DSQ       | gediskwalificeerd                                    |
| Margarit Nikolyan | achtervolging 5 km+5 km (v)      | 69e       | klassieke stijl: 17.23,6 vrije stijl: niet geplaatst |

Amerikaanse Maagdeneilanden · Andorra · Argentinië · Armenië · Australië · Azerbeidzjan · België · Bermuda · Bosnië en Herzegovina · Brazilië · Bulgarije · Canada · Chili · China · Chinees Taipei · Costa Rica · Cyprus · Denemarken · Duitsland · Estland · Fiji · Finland · Frankrijk · Georgië · Griekenland · Groot-Brittannië · Hongarije · Hongkong · Ierland · IJsland · India · Iran · Israël · Italië · Jamaica · Japan · Joegoslavië · Kameroen · Kazachstan · Kenia · Kirgizië · Kroatië · Letland · Libanon · Liechtenstein · Litouwen · Macedonië · Mexico · Moldavië · Monaco · Mongolië · Nederland · Nepal · Nieuw-Zeeland · Noorwegen · Oekraïne · Oezbekistan · Oostenrijk · Polen · Roemenië · Rusland · San Marino · Slovenië · Slowakije · Spanje · Tadzjikistan · Thailand · Trinidad en Tobago · Tsjechië · Turkije · Venezuela · Verenigde Staten · Wit-Rusland · Zuid-Afrika · Zuid-Korea · Zweden · Zwitserland

Uitgesloten van deelname: Puerto Rico